# Projector
Projector er et album fra det melodiske dødsmetalband Dark Tranquillity som blev udgivet i 1999 gennem Century Media. Albummet adskilte sig alligevel lidt fra den sædvanlige Göteborglyd da der var større brug af klaver og ren guitarspil som traditionel metal. Projector er også det første album hvor Mikael Stanne bruger renssang. En masse af de nye elementer som keyboard og klaver forblev en del af bandets nyere musikstil. Stanne har siden hen også brugt renssang på deres nyeste album Fiction fra 2007.

## Spor
1. "FreeCard" – 4:31
2. "ThereIn" – 5:55
3. "UnDo Control" – 5:10
4. "Auctioned" – 6:06
5. "To A Bitter Halt" – 4:48
6. "The Sun Fired Blanks" – 4:17
7. "Nether Novas" – 6:14
8. "Day to End" – 3:08
9. "Dobermann" – 4:38
10. "On Your Time" – 5:37
11. "Exposure" – 3:52 (Bonus track på den udvidet version)

## Musikere
- Mikael Stanne – Vokal
- Niklas Sundin – Guitar
- Michael Niklasson – Guitar
- Martin Henriksson – Bas
- Martin Brandstrom – Eletronik
- Anders Jivarp – Trommer